# De halvt dolda
De halvt dolda är en svensk dramaserie från 2009 med fyra avsnitt. Serien hade premiär den 1 januari 2009 på SVT 1. Regissör är Simon Kaijser da Silva och manuset är skrivet av Jonas Gardell. De halvt dolda vann år 2009 det svenska tevepriset Kristallen i kategorin bästa dramaprogram. 

## Rollista (i urval)
- Tom Ljungman - Linus
- Freddy Åsblom - David
- Kristoffer Berglund - Henrik
- Henrik Ljung - Lennart
- Anna Littorin - Berit
- Christoffer Hedén - Ragnar
- Maria Langhammer - Anette
- Marie Richardson - mamma till David
- Jarmo Mäkinen - pappa till David
- David Dencik - Abbe
- Anja Lundqvist - Eva
- Anastasios Soulis - Axel
- Jacob Ericksson - Calle
- Anna Ulrika Ericsson - Biggan
- Ulf Friberg - Erik
- Margreth Weivers - Marta
- Kristina Törnqvist - Elsie
- Malin Cederbladh – Ragnars fru
- Johan H:son Kjellgren - Prästen Gideon
- Liv Mjönes - porrbutiksbiträde
- Johannes Wanselow - Peder